# Guébriant-Inseln
Die Guébriant-Inseln (französisch Îlots de Guébriant) sind zwei kleine Inseln vor der Westküste der Antarktischen Halbinsel. Im nördlichen Teil der Marguerite Bay liegen sie 8 km südöstlich von Kap Alexandra der Adelaide-Insel. 
Teilnehmer der Fünften Französischen Antarktisexpedition (1908–1910) unter der Leitung des Polarforschers Jean-Baptiste Charcot entdeckten sie. Charcot benannte sie nach Jean Budes de Guébriant (1860–1935), französischer Missionar in China.